# Latvijas Basketbola līga
De Latvijas Basketbola līga is de hoogste basketbalcompetitie in het basketbalsysteem van Letland en wordt georganiseerd door de Letse basketbalbond.
De Latvijas Basketbola līga werd in 1992 opgericht in opvolging van de competitie die in de SSR Estland werd gespeeld. Deze competitie verving in 1940 op zijn beurt de competitie die van 1924-1940 gespeeld werd in het onafhankelijke Letland voor de inname door de Sovjet-Unie. Momenteel bestaat de competitie uit negen clubs, die twee keer per jaar tegen elkaar uitkomen.